# Minoru
Minoru (jap. みのる, ミノル) – męskie imię japońskie.

## Możliwa pisownia
Minoru można zapisać używając wielu różnych znaków kanji i może znaczyć m.in.:
- 実 „prawda”[1] (występują także inne wymowy tego imienia, m.in.: Sane, Jitsu, Chika, Makoto, Minori)
- 實 „rzeczywisty”
- 稔 „obfite zbiory”

## Znane osoby
- Minoru Genda (実), japoński oficer marynarki
- Minoru Kawasaki (稔), japoński polityk
- Minoru Kitani (実), japoński profesjonalny gracz go
- Minoru Kizawa (稔), japoński astronom amator
- Minoru Kojima (born 1968), japoński muzyk
- Minoru Nojima (稔), japoński pianista
- Minoru Shiraishi (稔), japoński seiyū
- Minoru Takeuchi (実), japoński siatkarz
- Minoru Yada (稔), japoński seiyū
- Minoru Yamasaki (1912–1986), amerykański architekt pochodzenia japońskiego, zaprojektował World Trade Center

## Fikcyjne postacie
- Minoru Edajima (みのる), bohater anime Onegai Teacher
- Minoru Kokubunji (稔), bohater anime Chobits
- Minoru Mineta (実), postać z serii My Hero Academia
- Minoru Shiraishi (稔), bohater anime Lucky Star
- Minoru Uesugi (実) / Zielony Racer, bohater serialu tokusatsu Gekisō Sentai Carranger